# Peter Merot
Peter Merot (* 31. August 1848 in Fentsch; † nach 1907) war Brauereibesitzer, Bürgermeister und Mitglied des Deutschen Reichstags.

## Leben
Merot besuchte das Gymnasium zu Diedenhofen (Collège de Thionville). Er war Bezirkstagsmitglied seit dem 28. April 1889, Mitglied des Landesausschusses und Bürgermeister zu Fentsch seit 1. Januar 1897.
Von 1898 bis 1907 war er Mitglied des Deutschen Reichstags für den Wahlkreis Reichsland Elsaß-Lothringen 13 (Bolchen, Diedenhofen). Merot war Mitglied der Elsaß-Lothringischen Protestpartei.